# Berthold III. (Andechs)
Berthold III. (Berthold IV., Berthold V.) (* um 1110/15; † 14. Dezember 1188) aus dem Hause der Grafen von Andechs war Markgraf von Istrien und von Krain.

## Leben und Wirken
Er war der zweite Sohn des Grafen Berthold II. († 1151) aus seiner ersten Ehe mit Sophie von Istrien († 1132), Tochter von Markgraf Poppo II. von Istrien-Krain († 1098/1103) aus dem Hause Weimar-Orlamünde.
Durch den Erwerb ausgedehnter Besitzungen, Rechte und Erbschaften konnte er innerhalb des Adels und auch in der Reichspolitik aufsteigen. Er kontrollierte u. a. die wichtigen Nord-Süd-Verbindungen nach Italien und war als treuer Staufer-Gefolgsmann ein regelmäßiger Begleiter Kaiser Friedrich Barbarossas.
1157 starb die Wolfratshausener Linie des Dießener Hauses mit Heinrich II. aus und Berthold beerbte sie.
1158 konnte er sich nach dem Tode Ekberts III. von Formbach-Pitten im Erbstreit mit dem steirischen Markgrafen Ottokar III. insoweit durchsetzen, dass er die Grafschaften Neuburg und Schärding am unteren Inn sowie Windberg erlangte; die Grafschaft Pitten ging an den Steirer.
1165 wurde er von seinem Bruder Otto, Bischof von Brixen, mit den Grafschaftsrechten im Nori- und Pustertal belehnt und kontrollierte damit die Brennerroute. Weiters wurden ihm von Otto die Vogteien von Brixen und Neustift übertragen.
1173 erhielt er von Barbarossa die Markgrafschaft Istrien-Krain als Reichslehen. Er folgte damit dem Spanheimer Engelbert III. nach, dem Cousin seiner Mutter. (Engelbert I. von Spanheim war der gemeinsame Großvater, Richardis/Richgardis dessen Tochter, die mit Poppo II. von Istrien, siehe oben, verheiratet war.)
Im Jahre 1180/82 schloss Berchtold mit dem Stift Wilten einen Tauschvertrag ab, in welchem das Stift für das Gebiet der heutigen Innsbrucker Altstadt eine Hufe Land im Dorf Amras und verschiedene Vorrechte erhielt. Das so gewonnene Gebiet verwendete er, um den nach 1133 auf der linken Innseite gegründeten Markt Anpruggen auf die rechte Innseite zu erweitern. Verbunden waren die zwei Gebiete durch die später namensgebende, und nur kurz zuvor erbaute Innbrücke. Dieser Tauschvertrag gilt als Geburtsstunde des Marktes bzw. der späteren Stadt Innsbruck, nahe Ambras, dem ursprünglichen Herrschaftszentrum der Andechser im Inntal.
1180, als nach dem Sturz Heinrichs des Löwen Otto von Wittelsbach mit dem Herzogtum Bayern belehnt worden war, wurde Bertholds Sohn zum Herzog von Meranien ernannt und das Haus Andechs stieg dadurch in den Reichsfürstenstand auf.
Berthold III. starb 1188 und ist im Kloster Dießen begraben.

## Weitere Ämter und Titel
- Graf von Plassenburg
- Graf von Andechs
- Graf von Stein (Kamnik) in Krain
- Vogt von Benediktbeuern
- Graf im Radenzgau
- Graf an der oberen Isar
- Graf im bayerischen Augstgau
- Vogt von Tegernsee
- Graf am unteren Inn
- Graf im Huosigau
- Graf von Dießen/Wolfratshausen
- Graf im Norital
- Graf im Pustertal
- Vogt von Brixen (Hochstift)
- Vogt von Vornbach/Formbach
- Graf von Neuburg
- Vogt von Langheim
- Vogt von Neustift/Brixen
- aquilejischer Lehengraf in Krain (Landgraf)
- Markgraf an der Drau (?)
- Vogt von Dießen

## Familie
Berthold erste Frau hieß Hedwig († 16. Juli 1176), sicher belegt ist nur der Vorname. In der Literatur wird teils vermutet es handelt sich um Hedwig von Wittelsbach, die Tochter von Otto V. von Scheyern. In zweiter Ehe war Berthold mit Liutgarde, Tochter des Dänen-Königs Sven III. († 1157) verheiratet.
Kinder aus erster Ehe:
- Berthold IV. († 1204)
- Sophie († 1218), ⚭ Poppo VI. († 1191), Graf von Henneberg
- Kunigunde († nach 1207), ⚭ Eberhard III., Graf von Eberstein, Eltern von Eberhard IV. von Eberstein
- NNw, ⚭ Ompud, Obergespan von Szolnok
- Mechthild (Mathilde) († nach 1193/1206)

⚭  Engelbert III. († 1220), Graf von Görz
Kinder aus zweiter Ehe:
- Poppo († 1245), Bischof von Bamberg (1239–1242 abgesetzt)
- Bertha, Äbtissin von Kloster Gerbstedt (geb. nach 1276, erwähnt 1216/17, 1249)